# Nederlandsche Cocaïnefabriek

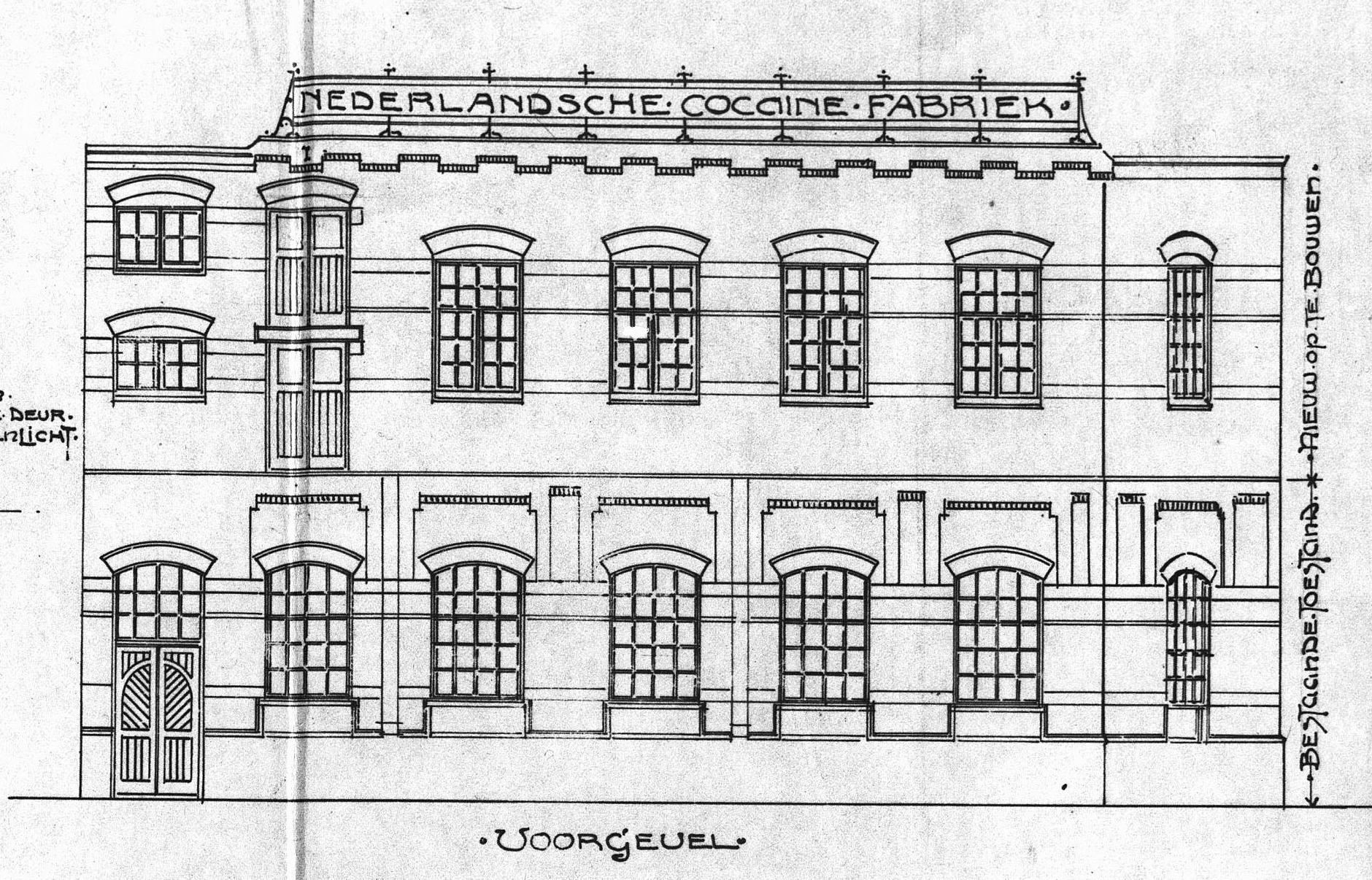
Plan eines Erweiterungsbaus der Fabrik, von 1902

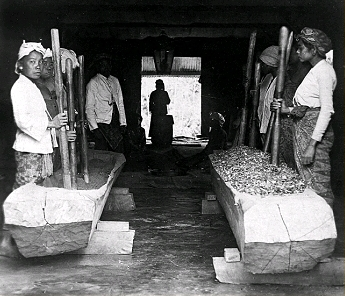
Arbeiter auf Java bearbeiten Kokablätter

Die Nederlandsche Cocaïnefabriek (NCF) war eine in Amsterdam ansässige Gesellschaft, welche Kokain zum medizinischen Gebrauch herstellte. Sie war im 20. Jahrhundert aktiv. Rohstoffe wurden vor allem aus Niederländisch-Indien importiert. Die Produkte wurden in Europa verkauft. Der Gewinn war hoch, vor allem in der Zeit des Ersten Weltkriegs.

## Geschichte
Im Jahr 1875 wurden die ersten Kokapflanzen von Brasilien in den botanischen Garten „Lands Plantentuin te Buitenzorg“ auf Java überführt. Kurz darauf begann die kommerzielle Herstellung auf Java, Madura, und Sumatra. Kokablätter wurden exportiert, der Hauptabnehmer war Deutschland. Finanziert wurde dies durch die Koloniale Bank in Amsterdam. Zwischen 1892 und 1900 importierte dieser Händler zwischen 34 und 81 Tonnen Kokablätter. Da die Nachfrage stetig stieg, entschied sich die Koloniale Bank, die Blätter in den Niederlanden zu verarbeiten. Am 12. März 1900 wurde die Nederlandsche Cocaïnefabriek gegründet. Das Produktionsgebäude war vom Architekten Herman Hendrik Baanders entworfen worden. Der Bau wurde 1902 erweitert. Im Jahr 1909 wurde die Fabrik an einen anderen Standort verlegt. Kokain wurde als Heilmittel für verschiedene Krankheiten der Brust und der Lunge verkauft, wurde aber auch als Droge eingesetzt. Die NCF wurde zu einem großen Kokainproduzenten in Europa.

### Erster Weltkrieg
Die NCF profitierte, da sie Märkte des deutschen Marktführers Merck übernehmen konnte, welcher von Exportbeschränkungen betroffen war. Die Niederlande setzten ein Verbot, Medizinprodukte an Kriegsparten zu verkaufen in Kraft; die NCF erhielt jedoch eine Ausnahmegenehmigung. NCF verkaufte auch an die Firma Burroughs Wellcome & Co, welche es für ihr Produkt Forced March verwendete. Diese wurde mit dem Slogan Stillt den Hunger und verlängert die Ausdauer beworben. Kokain und Opium waren für Soldaten leicht zugänglich, auch im Londoner Vergnügungsviertel West End, bis sie 1916 verboten wurden. Im Jahr 1917 hatte der Totale U-Boot-Krieg Auswirkungen auf die Importe aus Übersee, was NCF und andere Firmen betraf.
Gemäß Bosmas stellten Firmen wie Merck in den Jahren 1910–1914 durchschnittlich etwa 7000 Kilo Kokain her. Im Jahr 1918 waren es lediglich 1700 kg. Von 1910 bis 1914 produzierte NCF etwa 750 kg pro Jahr, nach dem Krieg, ab 1918 etwa 1500 kg.

### Kontrollierte Substanzen
Konferenzen in Shanghai (1909) und Den Haag (1912) führten zu einer Kontrolle von Narkotika. Das niederländische Opiumgesetz von 1919 definierte Kokain als Narkotikum. Für die NCF bedeutete dies, dass eine Bewilligung für die Herstellung und den Verkauf nötig war. Die NCF erhielt eine solche Bewilligung. Zu Beginn der 1920er Jahre stellte NCF 20 % des weltweiten Kokains her. Auf der Internationale Opiumkonferenz von 1925 wurde ein System von Zertifikaten beschlossen, um den Export und Handel mit ausschließlich zu medizinischen Zwecken verwendeten Kokain zu regulieren.
In den Niederlanden wurden weitere Beschränkungen im Jahr 1928 beschlossen, um den Handel mit Kokain auf medizinische Anwendungen einzuschränken. Dies betraf auch die NCF. Die Opiumkonvention wurde jedoch nicht von allen umliegenden Staaten ratifiziert. In gewissen Fällen war der freie Verkauf von Kokain weiterhin möglich. Im Jahr 1930 war Kokain zum Nischenprodukt geworden, und die NCF stellte auf andere Produkte um.

### Spätere Jahre
Anfang der 1930er Jahre begann die NCF mit der Produktion von Opiaten, wie Morphin und Codein um die Verluste durch den wegfallenden Markt für Kokain auszugleichen. Die Marktsituation war für diese Produkte jedoch nicht positiv und die Margen waren gering. Bei Ausbruch des Zweiten Weltkriegs stiegen die Profite mit Opiaten wieder, vor allem wegen Marktknappheit. Nach dem Einmarsch deutscher Truppen am 10. Mai 1940, begann die NCF mit der Produktion von Ephedrin und Amphetamin. Eine Rohstoffknappheit (vor allem Opium) betraf die Firma, und während des Krieges wurden Opiate, wie Morphin und Mohnstroh vor allem in Deutschland produziert.
Nach dem Krieg nahm die Produktion wieder Fahrt auf. Mohnstroh für die Produktion von Morphin und anderen Opiaten wurde vor allem aus Jugoslawien und der Türkei importiert.
Im Jahr 1962 wurden die Aktien von der Koninklijke Zwanenberg Organon (KZO, später Akzo) übernommen. Kurz darauf konnte KZO den größten niederländischen Rivalen, VCF, ebenfalls übernehmen. KZO reorganisierte sich und führte die Produktion beider Unternehmen zusammen, die Produktion aller Alkaloide wurde nach Apeldoorn verlegt. Seit 1975 ist die NCF Holding Teil von Diosynth, einer Firma, welche AkzoNobel gehört.